# Piscina infinita
Piscina infinita (Infinity Pool) è un film del 2023 diretto e sceneggiato da Brandon Cronenberg.

## Trama
James Foster, scrittore in crisi creativa, trascorre una vacanza al mare con la ricca moglie Em, figlia di un importante editore, in un resort localizzato presso Li Tolqa, paese poco civilizzato in cui i turisti non hanno libertà di movimento (non possono uscire dal resort) e dove è ancora in vigore la pena di morte per reati come omicidio, blasfemia e sodomia. La coppia fa la conoscenza di Gabi, giovane attrice che afferma di aver amato l'unico libro di James, e Alban, architetto che viene a trascorrere ogni anno le vacanze nel resort. I due li convincono a farsi prestare una macchina da un dipendente dell'hotel per recarsi tutti insieme presso una spiaggia e ubriacarsi: in spiaggia James vive un episodio sessuale con Gabi. Durante il tragitto del ritorno, James investe e uccide un uomo. I quattro riescono a rientrare in hotel, passando il controllo delle guardie, come se niente fosse successo, tuttavia l'indomani la polizia arresta James ed Em ed estorce una confessione falsa secondo cui la coppia viene incolpata di aver rubato in autonomia una macchina al resort, oltre all'omicidio realmente avvenuto che viene appunto imputato a James. La pena della nazione prevede che James venga ucciso dal figlio maggiore della vittima, tuttavia c'è una condizione: che la coppia paghi un'ingente somma di denaro per finanziare la clonazione di James, affinché appunto il clone dell'uomo possa essere giustiziato e si adempia in questo modo alla legge. La clonazione va a buon fine e la coppia è obbligata ad assistere all'esecuzione del clone, il quale è convinto in tutto e per tutto di essere il vero James. Em è inorridita, mentre James sembra addirittura affascinato dagli eventi. Rientrati in albergo, la coppia vorrebbe lasciare definitivamente la nazione, ma il passaporto di James è scomparso, il che li obbliga a prolungare di una settimana il soggiorno. James viene coinvolto nuovamente da Gabi, che gli rivela come anche lei e suo marito abbiano vissuto un'esperienza analoga anni prima e gli presenta una serie di altre persone che hanno subito lo stesso destino. Dopo averlo coinvolto in una serie di attività ricreative, gli altri turisti convincono James a effettuare insieme a loro una scorribanda nella casa del proprietario del resort: durante l'avvenimento Gabi spara all'impazzata e uccide alcune persone. L'intero gruppo viene quindi arrestato, clonato e sottoposto alla visione della morte dei loro cloni: lo spettacolo tuttavia li diverte profondamente. Inorridita, Em decide di rientrare negli Stati Uniti da sola, lasciando modo a James di godersi il nuovo gruppo di amici. Dopo alcune serate a base di allucinogeni e sesso orgiastico, il gruppo informa James che il suo passaporto è stato prelevato dal detective che li ha precedentemente arrestati, il quale vorrebbe ricattarlo. Si organizzano dunque per rapire l'uomo e consentire a James la vendetta, che consiste nel pestarlo a sangue mentre ha il volto coperto: James scopre con orrore che l'uomo che ha pestato è un altro suo clone. A questo punto James recupera il passaporto che aveva nascosto in bagno e tenta di scappare  il giorno successivo, tuttavia viene bloccato da Gabi e gli altri, che lo obbligano a scendere  dalla navetta per l'aeroporto. Minacciandolo con una pistola, Gabi gli rivela di non aver neanche letto mai il suo libro e di averlo attirato perché diventasse il loro divertimento estivo: James scappa, ma la donna riesce a sparargli mentre lui scappa nella boscaglia. Dopo svariate e terrificanti visioni, l'uomo si ritrova circondato dall'intero gruppo che lo obbliga a scontrarsi fisicamente con un suo clone. Tale clone non è capace di intendere e di volere, è stato programmato affinché si comporti come un cane e dunque attacca ferocemente James, che impazzito dalla rabbia riesce a massacrargli il volto a mani nude. Vittorioso, lo scrittore ha superato l'esame del gruppo, che da questo momento lo considera un pari e lo invita a trascorrere nuovamente le vacanze con loro l'anno successivo. Il gruppo si ricompone come se niente fosse e, nel giorno della chiusura del resort, ritorna alla civiltà mentre si imbarca sulla navetta per l'aeroporto. Anche James si reca in aeroporto, ma alla fine decide di restare al resort da solo, sebbene sia iniziata la stagione delle piogge.

## Produzione
In fase di scrittura, Cronenberg si è ispirato contemporaneamente sia a una sua vacanza poco soddisfacente che a una storia a tematica cloni che lui stesso aveva scritto in precedenza. L'opera avrebbe dovuto essere girata già nel 2019, tuttavia la produzione è stata infine posticipata al 2021. Le riprese si sono tenute tra Croazia e Ungheria a partire dal 10 settembre 2021.

## Distribuzione
Presentato in anteprima durante in Sundance Film Festival 2023, il film è stato distribuito nei cinema canadesi a partire dal 27 gennaio 2023 per poi approdare nel resto del mondo nel corso dei mesi successivi.

## Accoglienza

### Pubblico
Il film ha incassato 5,2 milioni di dollari al botteghino.

### Critica
Sull'aggregatore Rotten Tomatoes il film riceve l'86% delle recensioni professionali positive con un voto medio di 7 su 10 basato su 218 critiche, mentre su Metacritic ottiene un punteggio di 72 su 100 basato su 45 critiche.